# Tongdučchon
Tongdučchon (korejsky 동두천) je jihokorejské město. Nachází se v severozápadní části území, v provincii Kjonggi, severně od hlavního města Soul. Na území o rozloze 95 km² zde žije přibližně 95 000 obyvatel (údaj z roku 2011).

## Historie
Za vlády království Kogurjo byl Tongdučchon vesnicí, později připadl Sjednocené Sille a království Korjo. Povýšen na město byl v roce 1963.

## Americké vojenské základny
Město Tongdučchon je strategickým místem obrany hlavního města Soul. Nachází se zde 5 amerických vojenských základen 2. pěší divize. Jejich úkolem je zadržet případný útok ze strany KLDR. Divize má přibližně 15 000 vojáků, z nichž asi 1 000 je z Jižní Koreje přidělených v rámci projektu KATUSA (Korean Augmentation To the United States Army). V roce 2003 základny navštívil americký ministr obrany Donald Rumsfeld.

## Administrativní rozdělení
Město Tongdučchon je rozděleno na 9 obvodů nazývaných "tong" (동).
- Anhüng-tong (안흥동)
- Čungang-tong (중앙동)
- Posan-tong (보산동)
- Purhjon-tong (불현동)
- Sangphä-tong (상패동)
- Sang-jon-tong 1 (생연 1 동)
- Sang-jon-tong 2 (생연 2 동)
- Sójou-tong (소요동)
- Songnä-tong (송내동)